# Miopica paradoxa
Miiopica paradoxa Kurochkin & Sobolew, 2004 è un uccello passeriforme estinto della famiglia dei Corvidi: esso rappresenta l'unica specie ascritta al genere Miopica Kurochkin & Sobolew, 2004.

## Etimologia
Il nome scientifico del genere, Miopica, deriva dal latino pica con l'agigunta del prefisso di origine greca mio-, "meno di" (sebbene molto verosimilmente si tratti di una semplice assonanza con Miocorvus), col significato di "meno di Pica": il nome scientifico della specie, paradoxa, deriva anch'esso dal latino e significa "paradossale", in riferimento alle particolari caratteristiche morfologiche dei reperti.

## Descrizione
I resti fossili ascrivibili a questa specie sinora rinvenuti consistono in delle epifisi ulnari, sia prossimali che distali, che non sono in grado di comunicare granché sulla morfologia dell'animale, se non che le sue dimensioni in vita dovevano essere paragonabili a quelle di un'attuale ghiandaia e che (pur non presentando chiare affinità morfometriche con alcuno dei corvidi attuali) a livello osteologico mostra una certa similitudine con l'attuale gazza, la quale peraltro ha fruttato all'animale il nome scientifico.

## Biologia
Sebbene allo stato attuale non è possibile ipotizzare alcunché circa le abitudini di vita di Miopica, considerando la conservatività di tali caratteri fra i corvidi odierni è verosimile supporre che questi uccelli vivessero da soli o in piccoli gruppi, mostrassero costumi riproduttivi monogami e presentassero dieta onnivori ed opportunisti.

## Distribuzione e habitat
I resti ascrivibili a questi uccelli sono stati rinvenuti a Bilka, lungo il corso del Dnestr in Ucraina occidentale, e nel distretto di Biljaïvka: Miopica è stata rinvenuta in strati risalenti al Messiniano (7,2-5,3 milioni di anni fa, nel tardo Miocene.